# باچلیستوک
باچلیستوک (به لاتین: Bächlistock) یک کوه در سوئیس است که در کانتون برن واقع شده‌است. باچلیستوک ۳٬۲۴۷ متر بالاتر از سطح دریا واقع شده‌است.